# Municipio de Butler (condado de Miami)
El municipio de Butler (en inglés: Butler Township) es un municipio ubicado en el condado de Miami en el estado estadounidense de Indiana. En el año 2010 tenía una población de 866 habitantes y una densidad poblacional de 11,2 personas por km².

## Geografía
El municipio de Butler se encuentra ubicado en las coordenadas 40°42′2″N 85°58′48″O / 40.70056, -85.98000. Según la Oficina del Censo de los Estados Unidos, el municipio tiene una superficie total de 77.29 km², de la cual 74,88 km² corresponden a tierra firme y (3,12 %) 2,41 km² es agua.

## Demografía
Según el censo de 2010, había 866 personas residiendo en el municipio de Butler. La densidad de población era de 11,2 hab./km². De los 866 habitantes, el municipio de Butler estaba compuesto por el 97,81 % blancos, el 0,23 % eran afroamericanos, el 0,46 % eran asiáticos, el 0,12 % eran de otras razas y el 1,39 % eran de una mezcla de razas. Del total de la población el 1,73 % eran hispanos o latinos de cualquier raza.